# Philipp Erlanger
Philipp Jakob Erlanger (* 31. März 1870 in Frankfurt am Main; † 20. April 1934 in Braunschweig) war ein deutscher Maler und Bildhauer.

## Leben und Werk

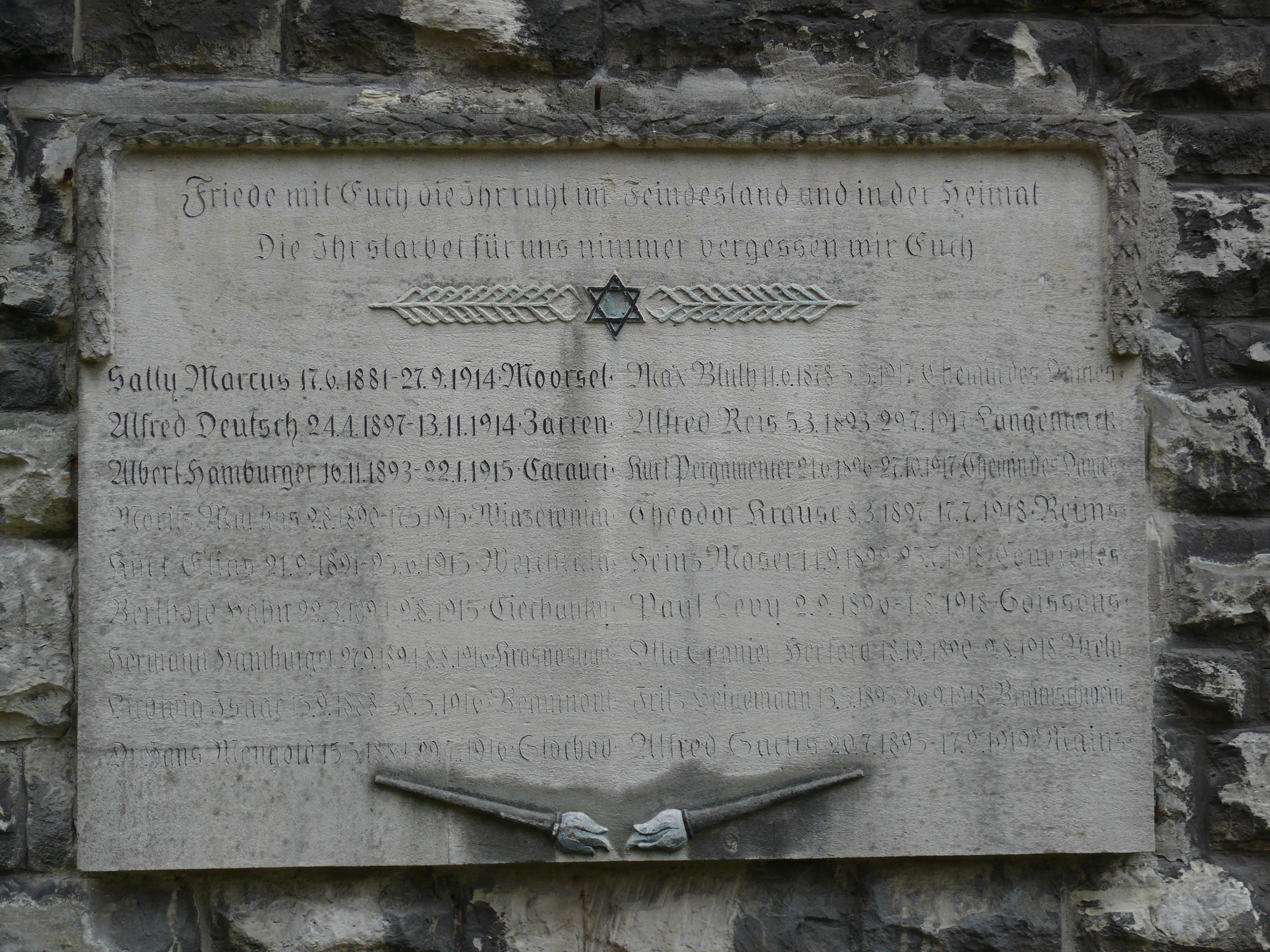
Gedenktafel aus Elmkalkstein für die im Ersten Weltkrieg gefallenen Braunschweiger Juden auf dem dortigen Hauptfriedhof

Der Sohn eines jüdischen Weinhändlers sollte nach dessen Willen einen kaufmännischen Beruf ergreifen. Der künstlerisch begabte Erlanger besuchte jedoch von 1887 bis 1890 das Städelsche Kunstinstitut in seiner Heimatstadt. Er setzte sein Kunststudium an der Münchner Akademie fort, wo er von 1894 bis 1898 Schüler des bekannten Tiermalers Heinrich von Zügel war. Dieser hatte entscheidenden Einfluss auf Erlangers Malstil. Studienreisen in die Schweiz, nach Italien und Frankreich schlossen sich an. Von 1899 bis 1914 lebte und arbeitete er in Breslau. Erlanger hatte Kontakt nach Braunschweig durch seine dort lebende Schwester, die mit dem Mediziner Siegfried Loewenthal verheiratet war. Mit Ausbruch des Ersten Weltkriegs siedelte er mit seiner Familie in den Vorort Gliesmarode über. Wie bereits in Breslau, so erwarb sich Erlanger auch in seiner neuen Heimat einen guten Ruf als Maler und Bildhauer. Die Ausstellungen des Künstlerbundes Niedersachsen zeigten in den 1920er Jahren seine Gemälde und Plastiken. Das Städtische Museum Braunschweig widmete seinen Werken in den Jahren 1927 und 1931 Ausstellungen.
Erlanger wohnte seit 1927 in der Stadt Braunschweig, zuletzt in der Petristraße 25. Er starb 1934 und wurde auf dem Jüdischen Friedhof bestattet. Seine Ehefrau Lucie (1886–1964) emigrierte 1937 in die USA und folgte damit dem bereits 1935 dorthin ausgewanderten Sohn Ralph Erlanger.
Von Erlangers Werken ist u. a. eine Gedenktafel für die im Ersten Weltkrieg gefallenen Braunschweiger Juden auf dem dortigen Hauptfriedhof erhalten.